# A Secret Life (Marianne Faithfull)
A Secret Life è un album registrato in studio della cantante inglese Marianne Faithfull pubblicato nel 1995.

## Tracce
1. Prologue (Angelo Badalamenti, Dante Alighieri[1])  – 2:03
2. Sleep (Angelo Badalamenti, F. Mc Guinness, Marianne Faithfull) – 3:43
3. Love in the Afternoon (Angelo Badalamenti, F. Mc Guinness, Marianne Faithfull)  – 3:30
4. Flaming September (Angelo Badalamenti, Marianne Faithfull)  – 5:01
5. She (Angelo Badalamenti, Marianne Faithfull)  – 3:24
6. Bored by Dreams (Angelo Badalamenti, Marianne Faithfull)  – 3:08
7. Losing (Angelo Badalamenti, David "Crow" Levine, David Forman)  – 3:52
8. The Wedding  (Angelo Badalamenti, F. Mc Guinness, Marianne Faithfull) – 3:16
9. The Stars Line Up (Angelo Badalamenti, Marianne Faithfull)  – 3:51
10. Epilogue (Angelo Badalamenti, William Shakespeare[2])  - 3:12